# T.A.T.u.
t.A.T.u. (en ruso: Тату) es  un dueto ruso formado en Moscú en 1999. El dúo estuvo integrado por las cantantes Lena Katina y Yulia Vólkova. Su fama se ha extendido a gran parte de Europa y el mundo anglosajón. Las cantantes formaron parte del grupo musical infantil Neposedy antes de ser dirigidas por el productor y director Ivan Shapovalov y firmar con el sello discográfico ruso Neformat.
Representaron a Rusia en el Festival de la Canción de Eurovisión 2003 quedando en el tercer puesto a tres puntos de coronarse campeonas de dicha edición. En el documental del mismo año Anatomy of t.A.T.u. el dueto dejó en claro que no eran lesbianas, que esto era solo una imagen publicitaria idea de su mánager (en ese entonces Ivan Shapovalov).
En 2004 el grupo tomó un descanso después de separarse de su productor. En 2005 lanzaron Dangerous and Moving y Lyudi Invalidi. Durante el 2006 t.A.T.u. publicó un álbum recopilatorio llamado The Best y luego se aventuró por su cuenta después de la negociación de su contrato con Universal. El 15 de diciembre de 2009, el dúo lanzó digital y físicamente su tercer disco, Waste Management. Y en febrero de 2010, el álbum físico fue lanzado en Colombia, Brasil, Chile, Argentina y Perú
A finales de marzo del 2009 las chicas anunciaron en un comunicado que t.A.T.u. se separaba y que querían desarrollar sus carreras como solistas. Agradecieron a sus fanes por todo el apoyo que les brindaron durante diez años, y se publicó de manera virtual su último disco, un álbum de remixes titulado «Waste Management Remixes». Entre 2012 y 2014 se volvieron a reunir en ocasiones especiales como para actuar en La Voz en Rumania y en 2014 en los Juegos Olímpicos en Sochi, Rusia. En octubre de 2021 ambas cantantes confirmaron el regreso del grupo para marzo y abril de 2022 con un concierto en Moscú para celebrar los veinte años del grupo y en mayo de 2023 se volvieron a reunir para cantar en la previa de un partido de fútbol la canción «Nas Ne Dogonyat».

## Historia

### 1999-2000: Formación de t.A.T.u.
Ivan Shapovalov y su amigo de negocios Alexander Dimayuga elaboraron planes para crear un proyecto musical en Rusia. Con esta idea en mente, Shapovalov y Voitinskyi organizaron audiciones en Moscú a principios de 1998 para vocalistas adolescentes femeninas. Al final de una audición, su búsqueda se redujo a diez chicas, incluidas las exmiembros del grupo de Neposedi, Katina y Volkova. Ambas jóvenes destacaron entre las demás, sobre todo debido a su apariencia y experiencia vocal, pero los productores decidieron empezar con Lena Katina, de 13 años de edad, que cantó «It Must Have Been Love» de Roxette. Katina comenzó grabando demos, incluyendo «Yugoslavia», una canción sobre el bombardeo de la OTAN de Yugoslavia. Después se cortaron los demos, Shapovalov insistió en que otra chica se agregara al proyecto. Así, a finales de octubre de 1998, Yulia Volkova, también de 13 años de edad, se añadió al grupo.
Después de completar el dúo, los productores se decidieron por el nombre de Тату (Tatu). Se trata de una versión abreviada de la frase «Эта девушка любит ту девушку» (Eta dievushka lyubit tu dievushku), que significa 'Esta chica ama a esa chica'. Para el lanzamiento de su primer álbum en inglés, se optó por t.A.T.u., alternando minúsculas y mayúsculas, además de los puntos entre cada letra, con el objeto de diferenciar entre una banda australiana ya existente también llamada «Tatu».
Durante el siguiente año, Katina y Volkova grabaron canciones con sus productores. En algún momento, Voitinskyi abandonó el proyecto, y Shapovalov decidió firmar con Elena Kiper como coproductora y coguionista de su álbum debut.

### 2000-2002:200 Po Vstrechnoy
El primer sencillo de 200 Po Vstrechnoy y del grupo Ya Soshla S Uma, hace su debut en la radio. La canción llega a la cima de las listas de reproducción en las estaciones de radio de Rusia y se convierte en un hit parade en Rússkoie radio, Dynamit, HIT FM y emisoras de Europa Plus por varios meses. Con todo, el éxito del sencillo «Ya Soshla S Uma» es tocada en las estaciones de radio nacionales y locales más de diez mil veces. El videoclip de «Ya Soshla S Uma» es lanzado en MTV-Rusia. El videoclip fue polémico por mostrar imágenes de chicas adolescentes besándose. Inmediatamente llegó a las listas y se convirtió en n.º 1 en Rusia.
t.A.T.u. da su primera conferencia de prensa el 19 de diciembre de 2000 en la escuela secundaria n.º 1113 cerca de la estación de metro Pushkinskaya, donde se presentó oficialmente su primer sencillo «Ya Soshla S Uma». El sencillo contenía cuatro remixes y dos vídeos musicales. Los cálculos muestran que se han vendido más de 50 000 copias oficiales de «Ya Soshla S Uma». La estimación aproximada de las copias piratas vendidas es de 200 000.
Neformat, la compañía que posee los derechos sobre la marca t.A.T.u., organiza todo el proceso creativo y firma un contrato el 16 de mayo de 2001 con Universal Music Rusia, la división de la multinacional de la música, en el hotel Radisson-Slavyanskaya. Según el contrato, t.A.T.u. están bajo la obligación de publicar tres álbumes, el primero de ellos es 200 Po Vstrechnoy.
El álbum debut «200 Po Vstrechnoy» salió a la venta el 21 de mayo de 2001, el mismo día del nuevo vídeo musical para la canción Nas Ne Dogonyat. El vídeo se convierte en el más caro de la historia rodada en Rusia. Las grabaciones duraron exactamente tres días, con tomas grabadas desde un helicóptero, cámaras montadas, etc. En los dos primeros meses de su lanzamiento, el álbum 200 Po Vstrechnoy vendió unas 500 000 copias legales (y se calcula que cerca de dos millones de copias ilegales se vendieron en diversos medios de comunicación). En total, el álbum vendió más de dos millones de copias legales en Rusia (y aproximadamente cuatro millones de copias ilegales) en 2001.
En agosto de 2001 inician la grabación de la versión en inglés del álbum para su gira promocional en Europa. La canción «Ya Soshla S Uma» se traduce en primer lugar. t.A.T.u. graban el vídeo de la canción 30 minut. El vídeo no se puede entrar en la rotación debido a los problemas de censura.
En octubre de 2001 el sencillo Ya Soshla S Uma es lanzado oficialmente en los países de Europa del Este (Eslovaquia, República Checa, Bulgaria). En Bulgaria, la canción Ya Soshla S Uma alcanza la primera posición de la tabla nacional de la juventud MM-Channel en el día de la aparición, dejando atrás a estrellas de la música como Limp Bizkit y Jennifer Lopez. Durante este tiempo Nefomat está llevando a cabo conversaciones con Interscope Records.
La división de Rusia de la IFPI (Asociación Internacional de Productores de Fonogramas) reconoce el álbum 200 Po Vstrechnoy como el álbum más vendido en el país. t.A.T.u. empieza a trabajar en sencillos para publicar en los EE. UU. (Not Gonna Get Us) y Alemania (I've Lost My Mind, después cambiado a All the things she said ). Los sencillos estarán en la versión en inglés del álbum. En primer lugar, Lena y Yulia trabajan en el estudio ubicado en Inglaterra y en Estados Unidos, en Los Ángeles. En Mánchester FAF Producción / Cap Com se ejecuta el proceso. En Londres, la regrabación de las versiones en inglés de las canciones se lleva a cabo junto con el productor Trevor Horn.
Universal Music Russia lanza una nueva edición ampliada del álbum 200 Po Vstrechnoy con una nueva pista («Klouny») y nuevas remezclas («30 Minut» y «Malchik Gay»). La reedición del álbum rompe todos los registros en la primera semana con 60 000 copias legales vendidas.
t.A.T.u. termina el trabajo de estudio del nuevo sencillo «Prostye Dvizheniya» ('Simple Movements'), y la colección de reconocimientos se hace más grande con el Premio de Platino IFPI Europa por las ventas europeas de un millón de copias del álbum «200 Po Vstrechnoy». t.A.T.u. se convierte en la primera banda de Europa del Este que han recibido este premio. Hasta el momento «200 Po Vstrechnoy» habría vendido más de seis millones de copias legales alrededor de Europa y Japón.

### 2002-2004: Éxito internacional,200 Km/h In The Wrong Lane, Eurovisión 2003 y problemas con Ivan Shapovalov
En julio de 2002 comienza el rodaje del vídeo musical de la versión en inglés de Ya Soshla S Uma. Solo las partes donde las chicas cantan son regrabaciones. Para crear la atmósfera del vídeo que había sido filmada dos años antes, la misma pared fue construida como en el primer vídeo. Además, la valla metálica original del primer vídeo fue encontrada. A través de este cerco EE. UU. verán a Yulia y Lena besándose en la lluvia. La onda t.A.T.u. finalmente llega a Polonia y a Latinoamérica.
El álbum 200 km/h in the Wrong Lane es lanzado en los Estados Unidos.
El debut de All The Things She Said (la versión en inglés de Ya Soshla S Uma) aparece en la radio en España, Italia, Holanda, Suecia, Finlandia, Noruega, México y también el video musical de la canción aparece en todos los canales de televisión de música de los países mencionados. En Italia, el CD tiene un reconocimiento de platino (25 000 copias vendidas) en el día de su publicación.
El sencillo All The Things She Said es lanzado en los EE. UU. El CD contiene dos versiones de la canción All The Things She Said y dos videos: «All The Things She Said» y un «Detrás de las escenas con Julia y Lena».
La versión en inglés del álbum 200 Km/h In The Wrong Lane es lanzado en Europa del Este. El álbum se convierte en un éxito de ventas inmediato. Yulia y Lena realizan un tour de promoción en Europa. Durante el recorrido t.A.T.u. dio alrededor de cincuenta entrevistas publicadas en todos los idiomas europeos. t.A.T.u. se convierte en una verdadera sensación en la industria de la música del mundo y el primer proyecto ruso que logró alcanzar tal éxito.

El álbum 200 Km/h In The Wrong Lane alcanza disco de oro (30 000 copias legales vendidas) en México. El dúo se encuentra en la segunda posición del nacional de Francia hit-parade y en la primera posición en las listas británicas.
BBC-News invita a t.A.T.u. a participar en las noticias de horario estelar en el Reino Unido. La presidenta de la Junta de Protección de Niños acusa a t.A.T.u. de desmoralizar influencia en los alumnos de inglés, especialmente las escolares. La respuesta de las chicas que tienen un solo motivo de su proceso creativo, y que es el amor. La gira promocional EE. UU. comienza. Las chicas realizan una performance en el canal NBC en el show de Jay Leno, mientras usan las camisetas con «ХУЙ ВОЙНЕ» escrito en ellas (traducción literal: «A la m*erda la guerra»).
Más tarde resulta que la producción del programa recortó el beso durante la canción de «All The Things She Said» para la versión en televisión. Los estadounidenses al día siguiente conocen el significado de las palabras de las camisetas, y el dúo tiene prohibido realizar presentaciones en ellos la próxima edición.
Días después acuden al show de Jimmy Kimmel, de la ABC, con camisetas donde dice «Censored» debido a la censura del programa de Jay Leno.
Yulia toma la mano de Kimmel y escribe en él las palabras que llevaban días atrás en sus camisetas «A la m*erda la guerra».
Cuando el grupo canta de nuevo «All The Things She Said» se tapan en el momento del beso.
Dos grandes conciertos como parte de Show Me Love Tour tienen lugar en Tokio, la capital de Japón, en su estadio más grande de conciertos Tokyo Dome (capacidad 43 000 personas). Además, t.A.T.u. aceptan la invitación para reunirse con Takeshi Kitano, el gurú del cinematógrafo japonés, en su estudio de televisión. Allí, Lena Katina juega al ping-pong con Takeshi. Los resultados de 2003: el álbum debut de t.A.T.u. recibe el oro el estado en Inglaterra, Sudáfrica, Corea, Singapur, Alemania, Austria, Suiza, Francia, España, México, el álbum alcanza el "platino" en Taiwán, Finlandia, Polonia, Italia, y el doble platino en Hong Kong, República Checa y Canadá. t.A.T.u. estableció un récord absoluto de ventas en Japón. En el país del sol naciente, el álbum tuvo el récord de ventas de leyendas como The Beatles, Michael Jackson y Madonna, 2.000.000 millones de copias de "200 km/h In The Wrong Lane" se venden.
En total el álbum ha vendido 13.000.000 millones de copias alrededor del mundo hasta ahora.
En mayo de 2003 t.A.T.u se presentó al festival de Eurovisión 2003 celebrado en Riga, Letonia con el tema "Ne ver ne boysa" quedando en tercera posición a tan solo 3 puntos de la victoria.
El 26 de septiembre de 2003 se lanzó un CD recopilatorio de remixes, titulado t.A.T.u. Remixes. En noviembre de 2003, el CD fue lanzado en Rusia, con dos nuevas canciones, y videos. Las dos pistas nuevas "Prostiye Dvizheniya" (que fue previamente lanzada como sencillo, pero no había aparecido en un lanzamiento comercial antes) y Ne Ver, Ne Boysia.
Una compilación en DVD de videos musicales y más de t.A.T.u. titulado Screaming For More fue puesto a la venta el 24 de noviembre de 2003.
t.A.T.u. Anatomy, fue transmitido por la televisión rusa el 12 de diciembre de 2003. El documental revela que las chicas no eran lesbianas, y la crónica de la participación del grupo en Eurovisión a principios de ese año.
En diciembre de 2003, t.A.T.u. legalmente rompió su contrato con Ivan Shapovalov, y Neformat. Pero meses antes de la separación, t.A.T.u. y Shapovalov estaban siendo filmados para un reality show en el canal STS en Rusia titulado Podnebesnaya. Allí cuenta las crónicas del grupo y que se mencionan que estaban grabando su segundo álbum, pero el programa tuvo poco éxito, con su productor Ivan Shapovalov. El documental fue transmitido por la televisión rusa de enero a marzo de 2004. Había muchos rumores en torno a la división hasta que el show salió al aire, lo que representa que el grupo está en decadencia, debido a la falta de interés y la atención de su productor. Alegaron, asimismo, que la calidad de la música que se producía era demasiado baja, y que Shapovalov solo estaba interesado en la creación de escándalos. Volkova dijo, "Él [Iván] pasa su tiempo pensando en los escándalos en lugar de la planificación de nuestro trabajo artístico. Estoy segura de que nuestros fans preferirían escuchar nuevas canciones y nuevos discos que nuevos escándalos."
En uno de los episodios finales, Volkova mencionó la idea de regresar a los Estados Unidos en la primavera siguiente, (2004), para grabar con los nuevos productores. Sin embargo, poco después, quedó embarazada, y la grabación se retrasó.

### 2004-2006:Lyudi Invalidy/Dangerous and Moving

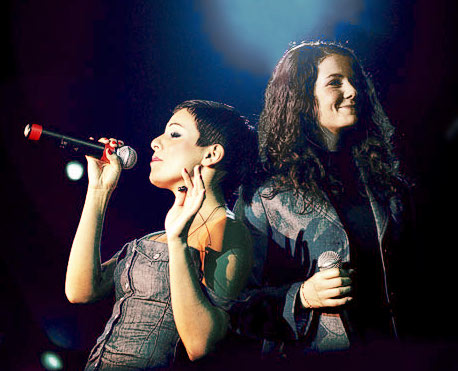
t.A.T.u durante una actuación en el Gaudi Arena de Moscú, el 28 de octubre de 2005.

El 23 de septiembre de 2004, Volkova dio a luz a Viktoria (Vika) Pavlovna Volkova. Volkova pronto se unió a Katina y al productor anterior, Sergey Galoyan en el estudio. El grupo recibió el apoyo de su sello discográfico, Universal Music International para encontrar las canciones adecuadas y la producción para lanzar un nuevo álbum.
En agosto de 2005, "All About Us" y "Lyudi Invalidy" fueron anunciados para ser los primeros sencillos de los álbumes en inglés y ruso, respectivamente.
t.A.T.u. lanzó su segundo álbum en inglés el 5 de octubre de 2005, titulado Dangerous and Moving. Su homólogo ruso fue puesto a la venta el 19 de octubre, titulado "Lyudi Invalidy".
El segundo sencillo fue "Friend or Foe". Poco después el video salió. La dirección del grupo sustituye el baterista Roman Ratej con Steve Wilson, y nombró a un nuevo bajista, Domen Vajevec.
El 17 de abril de 2006, t.A.T.u. regresó a la televisión la realidad en Rusia con t.A.T.u. Expedición, que fue transmitido por el canal musical ruso Muz TV. Es la crónica del lanzamiento de su segundo álbum, y el rodaje del video de su tercer sencillo, "Gomenasai", que fue lanzado durante la transmisión del espectáculo. t.A.T.u. inicia en San Petersburgo, Rusia el 28 de abril su gira Dangerous and Moving. El 30 de agosto de 2006, el sitio web oficial anunció que las chicas habían dejado su compañía discográfica, Universal / Interscope.

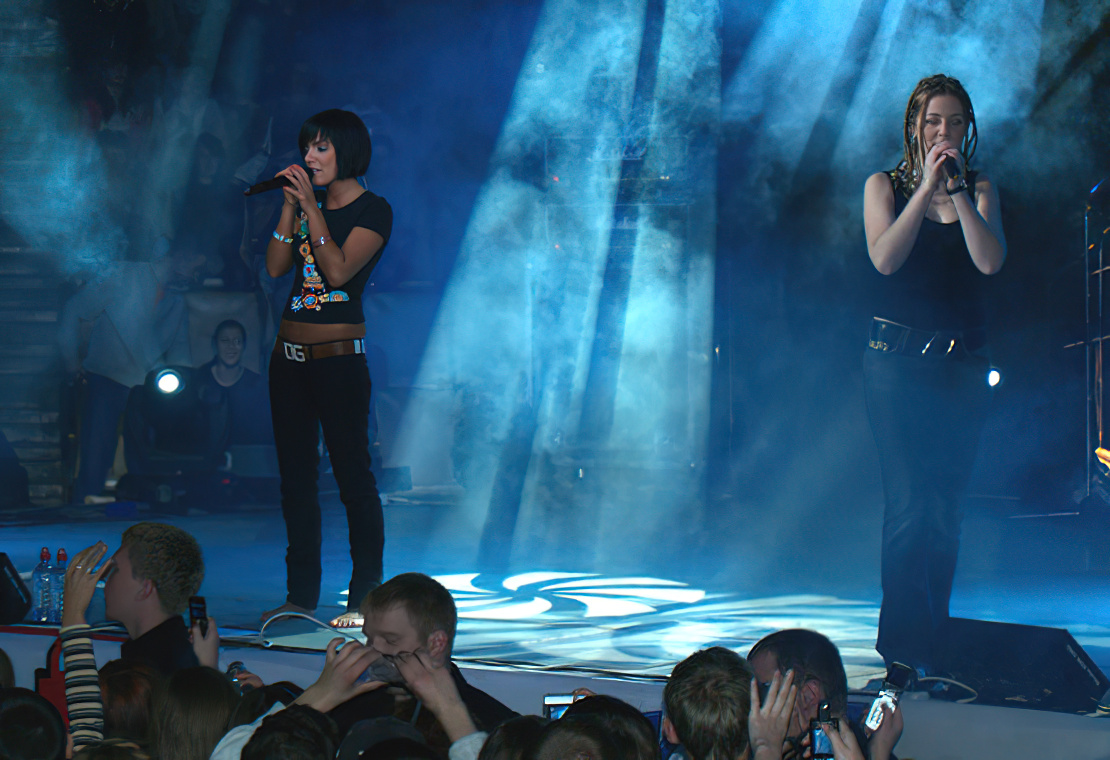
t.A.T.u en octubre del 2006

El 21 de noviembre de 2006, en la República de Komi en Rusia, presentó una demanda en contra de t.A.T.u. sobre el álbum y la canción "Lyudi Invalidy". Leonid Vakuev, un representante de derechos humanos para la República de Komi, citó las palabras escritas en el folleto del álbum, que decía: "Las personas con discapacidad [Lyudi Invalidy] no saben lo que significa ser un ser humano. Son falsificaciones dentro de la forma humana. Ellos no viven, pero sí la función". Katina dijo: "Por supuesto, esto significa inválidos moralmente, personas que no tienen alma ni sentimientos humanos". Cuando se les preguntó si tenían algo contra las personas con discapacidad, dijo que le resulta ofensivo para referirse a personas de ese término, y agregó: "Nos tomamos fotos juntos y nos aseguramos de que tengan asientos de prioridad [en los conciertos]."

### 2007-2009:Vesyolye Ulybki/Waste Management
El 17 de mayo de 2007, t.A.T.u. emitió un comunicado dirigido a sus fanes: "Cuando el segundo álbum de t.A.T.u. salió, muchos de nuestros fans de orientación sexual alternativa pensaron que los habíamos mentido y traicionado. ¡Esto no es cierto! Nunca hicimos eso y siempre hemos defendido el amor sin fronteras". El 26 de mayo, volaron a Moscú para participar en la manifestación del Orgullo Gay.

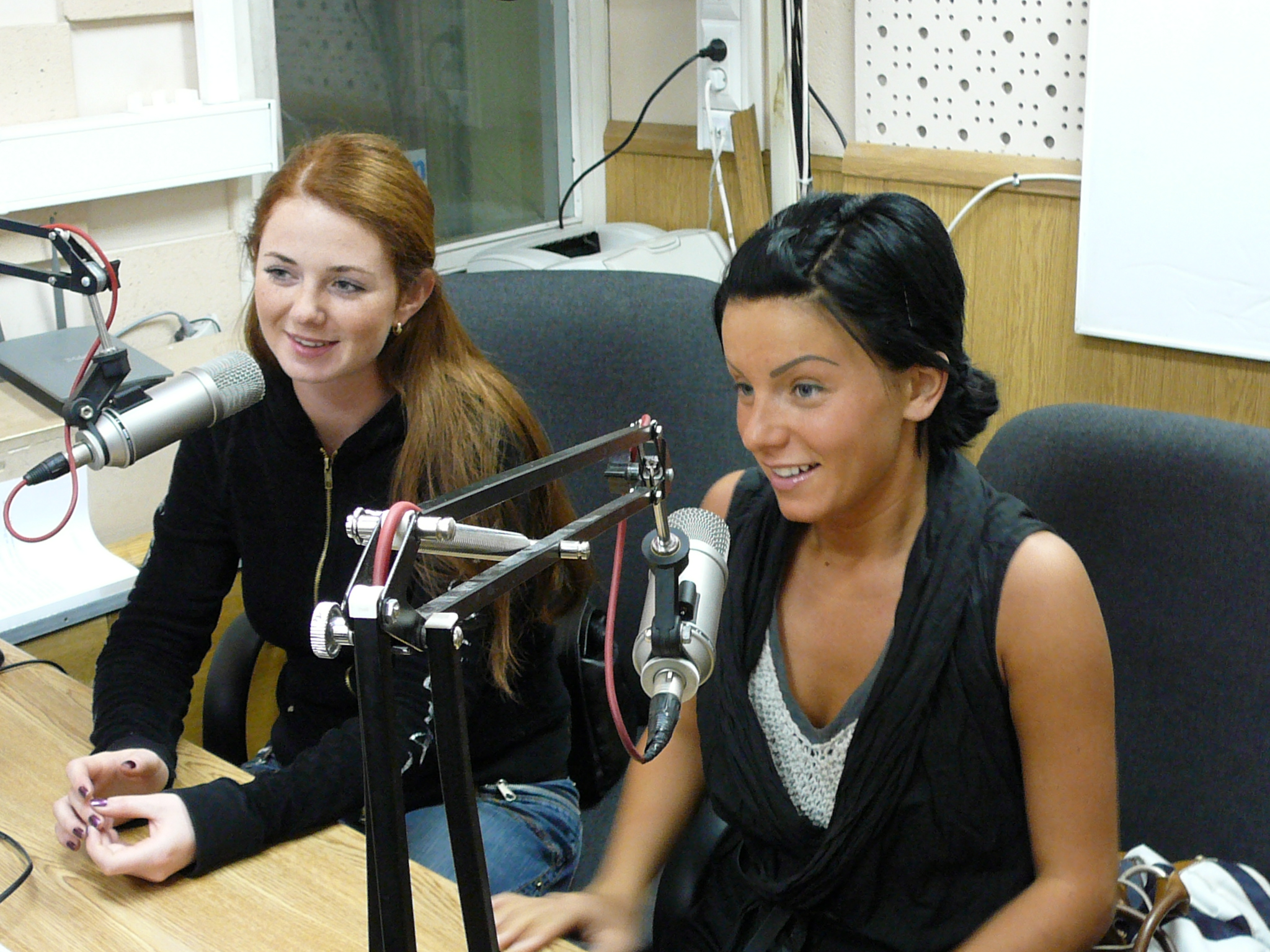
Katina y Vólkova durante una entrevista el 5 de abril de 2008 en el programa de Alexander Plyushchev de la radio moscovita Ekho.

El 12 de septiembre de 2007, el grupo lanzó el concierto en DVD "Truth". Fue el primer lanzamiento del grupo desde la salida de Universal. A finales de 2007, Beliy Plaschik, el primer sencillo de su próximo álbum en idioma ruso fue puesto en venta. El proyecto fue entonces conocido como "Upravlenie Otbrosami", que se traduce en "Waste Management". El segundo sencillo, 220, debutó en la radio en mayo de 2008 y el video musical fue lanzado en su canal oficial de YouTube el 5 de junio de 2008. "Beliy Plaschik" y "220", fueron las principales atracciones en un comunicado especial conocido como Hyperion-Plate, el primer EP de la banda. El EP fue puesto en venta el 8 de mayo de 2008 y aparece el contenido multimedia como música, vídeo, tonos de llamada, fondos de escritorio y mucho más. Para promover el PE y su próximo disco, t.A.T.u. espectáculos en vivo realizados en Rusia, Dubái, Italia, Egipto y los Estados Unidos.
En el momento del lanzamiento de Hyperion Plate, Upravlenie Otbrosami / Управление отбросами" estaba programado para llegar a las tiendas en junio de 2008. El Parlamento Europeo presentó un cartel que anunciaba la fecha, así como un cupón canjeable por un descuento en el álbum que expiró el 30 de junio de 2008. Sin embargo, el calendario de lanzamientos abruptamente detenido el 5 de junio de 2008, cuando el mánager de t.A.T.u. Boris Renski, anunció que Yulia estaba gravemente enferma. La enfermedad de Volkova obligó a la cancelación de un concierto en Santa Clara, CA, y la cantante no fue vista en público sino hasta la boda del productor Sergey Konov el 5 de julio de 2008. La banda volvió a trabajar a finales de agosto, cuando se informó de que t.A.T.u. sería la cara de la colección del diseñador de moda Marc Jacobs y las campañas de invierno en Rusia.

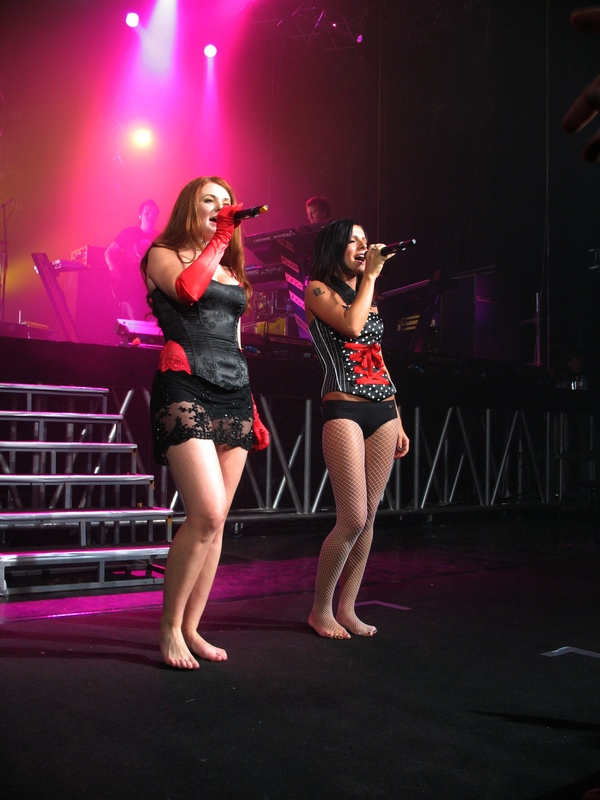
t.A.T.u cantando en Moscú en septiembre del 2008.

t.A.T.u. realizan un concierto en Moscú en septiembre de 2008. El 9 de septiembre de 2008, un comunicado de prensa apareció en el sitio web oficial de la banda que declaró que el próximo álbum será titulado Vesyolye Ulybki ("Happy Smiles") en lugar de Upravlenie Otbrosami ( "Waste Management"). El cambio de nombre refleja comentarios sarcásticos sobre el estado del negocio de la música de Rusia, que hizo Volkova y Katina en una entrevista con Time Out Magazine de Moscú.
El comunicado de prensa también proporcionó la lista de canciones del álbum y una primera versión de su portada, pero la fecha de lanzamiento todavía no se confirma. El 12 de septiembre, el tercer sencillo, "You and I" hizo su debut en Love Radio. El comunicado de prensa desaparecieron del lugar poco después, solo para reaparecer el 8 de octubre, con un cambio introducido en la carátula del disco donde alguna vez fue la cara de un astronauta sonriente en el diseño original, un cuadrado negro parecía ahora.
El 15 de octubre, el sitio web de t.A.T.u. anunció que Vesyolye Ulybki sería lanzado el 21 de octubre de 2008, comenzando con un evento especial en dos de las tiendas de discos Soyuz en Moscú, donde los aficionados pueden conocer a las chicas y conseguir sus autógrafos. El disco no tardó en salir en preventa en la tienda Oficial de t.A.T.u. el 18 de octubre, con el cual un pequeño número de compradores, recibieron una tarjeta de edición limitada establecida como premio.
Las canciones se hicieron disponibles a nivel internacional a través de iTunes de música digital. Tras su liberación, se hizo evidente que el álbum tenía esencialmente dos tapas astronauta de la cubierta era un estuche, mientras que el diseño original usada para Upravlenie Otbrosami apareció en el interior. En la parte trasera del disco aparece una escena de Marte.
El 23 de octubre, t.A.T.u. apareció en "Vladimir Polupanov de Los 7 Estrena" para promover su nuevo álbum. También son objeto de una miniserie de la realidad actual en la Russia.ru sitio web. El programa sigue a las niñas en su vida diaria, al igual que en 2006 t.A.T.u. Expedición.
El 21 de octubre de 2008 Vesyolye Ulybki fue lanzado internacionalmente en el iTunes y la tienda de música Amazon.
El 28 de noviembre de 2009 t.A.T.u. obtuvo el título de "Leyenda de MTV" en los MTV Russia Music Awards 2008.
En marzo de 2009, un comunicado fue difundido en el sitio de la banda y MySpace, que indica que la banda ya no será un "A tiempo Completo" del proyecto y que Katina y Volkova estaban trabajando en proyectos en solitario. Este puesto también mencionó que una versión ampliada de Vesiolye Ulybki se venderán en su web oficial, una versión especial se está haciendo para Amazon.com con nuevos remixes y que el álbum será lanzado en vinilo en la tienda de t.A.T.u. También mencionó que el tercer video se estrenará el 17 de abril en MTV Rusia. Este vídeo incluye Yulia y Lena después de filmar el video de "220", andando en motocicletas. Mientras conduce vigorosamente en sus vehículos, están rodeados por agentes de policía y al final, tomaron la decisión de chocarse sus bicicletas, que representa la muerte en un cautiverio.
Las chicas realizaron un concierto especial en el Festival de la Canción de Eurovisión 2009 el 10 de mayo. También se incluyeron como un acto de intervalo en el 12 de mayo en la 1.ª semifinales, en la realización Not Gonna Get Us con el Coro del Ejército Ruso.
El 13 de julio, la versión en inglés de "Snegopady", traducido "Nevadas", fue lanzado a la lista de MTV Báltico. El 14 de julio, Snegopady se publicó en Amazon.com 's MP3 Store y está ahora en iTunes.
El 29 de septiembre, Coqueiro Verde anuncio el lanzamiento para Waste Management de forma internacional, del cual se lanzarían tres sencillos, "White Robe", "Sparks" y "Snowfalls".
El día 30 de octubre se lanzó en la página oficial de Coqueiro Verde Records el videoclip "White Robe". El sitio web oficial de t.A.T.u. anunció que el vídeo sería subido a MTV Brazil el 10 de noviembre. El 18 de noviembre confirmaron que Waste Management sería liberado en Brasil, Argentina y Chile el 15 de diciembre de 2009.

### 2011: Waste Management Remixes y el fin de t.A.T.u.
En marzo de 2011 el dúo saca su último disco antes de su separación oficial "Waste Management Remixes" separados en dos discos de remixes; álbum lanzado digitalmente con el que ponen fin a su carrera. Días después el dúo anuncia que t.A.T.u. se separaba y que querían por ahora brillar en su carrera como solistas. Agradecieron a sus fanes por todo el apoyo que les brindaron durante 12 años. En agosto, Lena Katina anuncia su nuevo sencillo "Never Forget", con su B-side "Stay" y disco en solitario para octubre. Mientras Julia Volkova anuncia su sencillo "Sdvinu Mir"/"All Because of You".

### 2012: 10 Aniversario de 200 km/h in the wrong lane y su relanzamiento
Debido al décimo aniversario del disco debut en inglés de t.A.T.u. "200 km/h in the Wrong Lane", la discográfica Cherrytree Records bajo un comunicado por su página oficial de Facebook, señaló que re-lanzaría el día 12 de noviembre de 2012 dicho álbum, re-titulado como "200 Km/h in the wrong lane (10th Anniversary Edition)".
Después del lanzamiento original de este, t.A.T.u. se convirtió en el primer grupo europeo oriental para alcanzar el estatus platino en cualquier idioma. Al día de hoy, t.A.T.u. siguen siendo el grupo ruso más exitoso de exportación musical, con más de 6 millones de unidades vendidas y dicho álbum aún se cita por periodistas musicales como uno de los mejores discos de pop. El "200 km/h in the Wrong Lane (10thAnniversary Edition)" cuenta con todos los éxitos ya recordados como "All the Things She Said", "Not Gonna Get Us", y "Show Me Love", entre otros, en versión remasterizada. Dicho álbum, para sorpresa de sus fanes, incluye la canción inédita "A Simple Motion", versión en inglés de "Prostie Dvizheniya", canción nunca antes liberada de las sesiones 2002, y un nuevo remix de "All The Things She Said" del productor Fernando Garibay (Britney Spears, Lady Gaga, Shakira).
En ese mismo año se reencontraron después de casi 3 años de la separación de t.A.T.u para ser entrevistadas y actuar en diversos programas Rumanos entre el que más destacó fue el de la Voz Rumanía 2012.

### 2013: Reencuentro en Kiev y más
El 27 de septiembre la banda dio un gran concierto en Kiev, durante el cual se llevó a cabo 19 canciones. Un miembro del grupo habló de una posible reunión después de este concierto.
El 17 de octubre se realizó un infomercial de Snickers en Japón con el dúo de t.A.T.u. como protagonistas, que en pocos días obtuvo un millón de visitas en YouTube.
El 22 de noviembre en la NTV se transmitió un informe de t.A.T.u. llamado "La vida es como una canción", en donde Julia habló de su embarazo, por qué nunca se ha casado y por qué adoptó el islam como religión (aunque años después regresó al Cristianismo Ortodoxo), y Lena habló sobre la relación con su marido, ¿Por qué no fue invitado a la boda de Julia Volkova y qué hacer con el fin de bajar de peso.
El 23 de noviembre el dúo t.A.T.u. llevan a cabo un concierto en San Petersburgo como cabeza de cartel en el "Super Disco 90", luego Lena Katina y Yulia Volkova, hicieron sus accesos a dos ploschadkah. En este día se celebró una sesión de autógrafos por parte del grupo en un restaurante popular.

### 2014: Juegos Olímpicos de Sochi, regreso, peleas y fin de t.A.T.u.
El 7 de febrero t.A.T.u. actuó de la ceremonia de inauguración de los XXII Juegos Olímpicos de invierno 2014 en la ciudad de Sochi, interpretando uno de sus más conocidos temas Нас Не Догонят (Nas Ne Dagonyat, versión rusa de Not Gonna Get Us) ante miles de espectadores que se encontraban allí y misma que fue utilizada en su versión remix como música de fondo para que la delegación rusa desfilara.
El 14 de febrero, t.A.T.u. presentó lo que sería su primer sencillo después de cinco años de separación titulado Любовь в Каждом Мгновени (Liubov' v Kazhdom Mgnoveni, "Amor en Cada Momento"), los productores de la canción fueron el cantante de sonidos acapellas Mike Tompkins y Elena Kiper, anteriormente autora de varios éxitos de t.A.T.u.; en marzo se iniciaron las grabaciones del video musical y se lanzó en abril.
El 18 de febrero Lena Katina a través de un comunicado en las redes sociales anunció:
“Con motivo del comportamiento incorrecto de Julia hacia mí, debo anunciar que nuestra futura colaboración se ha convertido en absolutamente imposible. Aparte de muchas cosas dolorosas que ha dicho sobre mí, Julia me dio un ultimátum, se negaba a participar en el grupo conmigo si no la obedecía a ella y a su equipo en todos los aspectos que tienen que ver con la dirección artística del grupo. Si no, ya se encargaría de buscar a otra pelirroja de pelo rizado para sustituirme”, ha dicho la cantante, que de esta manera pone fin a las ilusiones de los seguidores del dúo.
El escándalo entre las solistas se desató en el aeropuerto, en vísperas de su salida a Eslovaquia, donde Katina y Vólkova tenían que tomar parte en una campaña de promoción para sus próximos conciertos (que abarcarían varios países europeos). Las cantantes se pelearon, lo que resultó en que Volkova fue sola a Eslovaquia junto a su mánager. En ese mismo momento se cancelaron todos los conciertos y presentaciones. Varias semanas después Julia Vólkova anunció que el grupo se había separado de nuevo y no volverían a iniciar el proyecto t.A.T.u.

### 2016: Reencuentro ceremonia de los 25 años de "Neposedi"
En mayo del 2016 se reunieron nuevamente para cantar en la ceremonia de los 25 años del grupo musical infantil "Neposedi" en Rusia. Yulia Vólkova presentó su nuevo sencillo "Spasite Lyudi Mir" y Lena Katina interpretó su canción "All Around The World". Para el cierre de la ceremonia se clausuró con la presentación de Yulia & Lena juntas cantando el éxito "Nas Ne Dogonyat" con todos los niños de Neposedi.

### 2022-2025: Concierto 20 años de "t.A.T.u."
En marzo de 2022 Lena Katina confirmó que se haría un concierto especial para celebrar los 20 años del grupo en Bielorrusia. Unos meses después fue confirmado por su compañera Julia Volkova en redes sociales. En abril del 2023 se volvieron a reunir y cantaron juntas Nas ne degonyat en el estadio olímpico de Moscú.
Aunque ambas actualmente mantienen una muy buena relación, las dos artistas siguen con sus carreras en solitario no descartando nueva música en un futuro. Durante la primera semana de mayo del 2025 se ha anunciado una presentación en vivo para el 19 de Julio de dicho año.

## T.A. Music

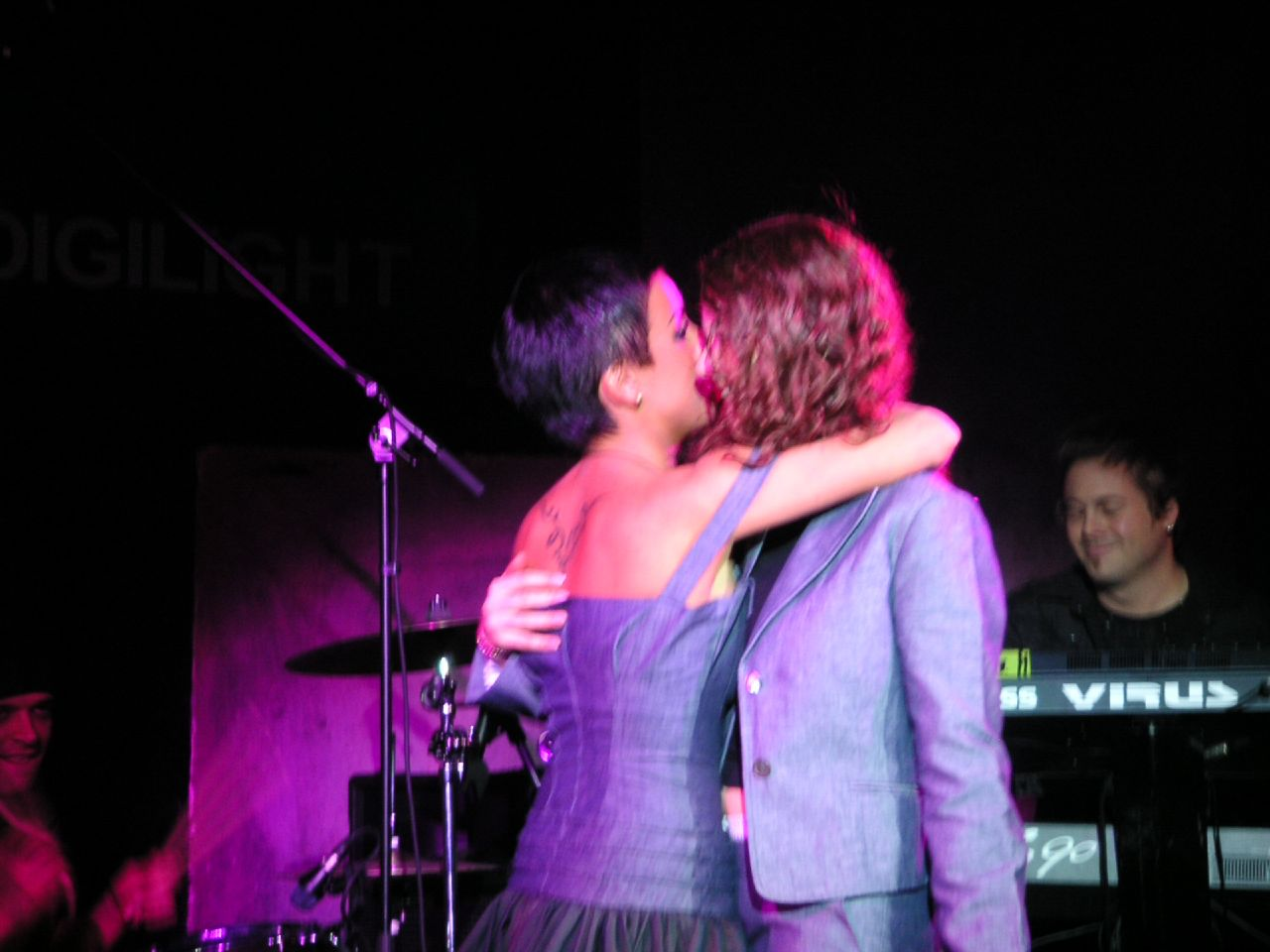
El dueto ruso abrazándose.

Cuando t.A.T.u. fue formada por Shapovalov, la compañía de producción del grupo Neformat nació, con Shapovalov y Renski en la cabeza. En 2004, la compañía fue disuelta cuando t.A.T.u dejó a Shapovalov.
T.A. Music
Desde 2005, T.A. Music ha sido la compañía de producción de t.A.T.u., que se encuentra en Moscú, Rusia. Las notas que acompañan el lanzamiento de Dangerous and Moving, dijo que la compañía estaba compuesta de t.A.T.u., Boris Renski, Dasha Mischenko, y Andrey Artischev.
Después de que t.A.T.u. rompió relaciones con Universal Music en 2006, finalmente se anunció en 2008 que T.A. Music se convertiría en el sello permanente de t.A.T.u., aunque solo en la actualidad en el mercado ruso. Boris Renski sigue siendo actualmente el grupo gestor.
T.A. Music fue la etiqueta con que Happy Smiles fue lanzado internacionalmente en iTunes. T.A. Music de ahora será la etiqueta y la sociedad de gestión para el proyecto en solitario Lena Katina.
t.A.T.u. es uno de los primeros grupos de Rusia en ser conocido internacionalmente.

### t.A.T.u. Forever
En marzo de 2009, una declaración Insider fue lanzado en el sitio de la banda y MySpace, que indica que la banda ya no será un "proyecto de tiempo completo" y que las chicas estaban trabajando en proyectos como solistas. Este puesto también mencionó que una versión ampliada de Vesyolye Ulybki serán vendidos en su web oficial, y una versión especial se está haciendo para Amazon.com en estuche de plástico con nuevos remixes y que el álbum será lanzado en vinilo en la tienda de t.A.T.u. También mencionó que el tercer video será lanzado a finales de marzo o principios de abril de 2009. Este video para el sencillo Snegopady ha sido liberado.
Desde el lanzamiento de Snegopady/Snowfalls su disquera T.A. Music ha vendido los derechos de Waste Management a una disquera Sudamericana, Coqueiro Verde Records. También han liberado la versión en inglés de White Robe y Sparks. El tercer álbum físico solo ha sido liberado en Brasil, Argentina y Chile a principios del año 2010. Por el momento, Brasil ha transmitido ambos videos con una muy buena aceptación y excelente promoción (especialmente el segundo, que ha alcanzado los primeros puestos durante más de un mes y el primero en más de una ocasión), mientras que en Argentina la deficiente promoción ha valido muchas críticas por parte de los fanáticos en relación con White Robe. En ese Estado, Sparks vio la luz en canales de música como MTVLa llegando al primer puesto en dos ocasiones y manteniéndose en el podio por varios días. Más allá de su promoción televisiva en ese canal en donde alcanzó buenos resultados, la rotación en otros medios tampoco fue tan activa como se esperaba y se tornó deficiente; sin embargo, Sparks tuvo mejor suerte que su antecesor.

### Tours
- 200 Po Vstrechnoy Tour (2000-2002)
- Show Me Love Tour (2003-2004)
- Dangerous and Moving Tour (2005-2007)

## Discografía

### Álbumes en estudio
- 200 Po Vstrechnoy (2000-2001)
- 200 km/h in the Wrong Lane (2002)
- Dangerous and Moving (2005-2006)
- Lyudi Invalidy (2005)
- Vesyolye Ulybki (2007-2008)
- Waste Management (2009)

### Recopilaciones
- t.A.T.u. Remixes (2003)
- The Best (2006)
- Waste Management Remixes (2011)
- 200 KM/H In the Wrong Lane (10th Anniversary Edition) (2012)

### Álbumes en vivo
- Screaming For More (2003)
- t.A.T.u. Remixes DVD (2003)
- Anatomy of t.A.T.u. (2004)
- Truth: Live In St. Petersburg (2007)
- "Beliy Plaschik" Maxi Single (2008)

### Sencillos
- Ya Soshla S uma (1999-2000)
- Nas Ne Dogonyat (2001)
- 30 Minut (2001)
- Prostye Dvizheniya (2002)
- All the Things She Said (2002)
- Show Me Love (2002)
- Not Gonna Get Us (2003)
- Ne Ver, Ne Boysia (2003)
- 30 Minutes (2003)
- How Soon Is Now? (2003)
- All About Us (2005)
- Lyudi Invalidy (2005)
- Friend or Foe (2005)
- Gomenasai (2006)
- Loves Me Not (2006)
- Beliy Plaschik (2007)
- 220 (2008)
- You and I (2008)
- Snegopady (2008)
- White Robe (2009)
- Snowfalls (2010)
- Sparks (2010)
- Love In Every Moment (2014)

## Integrantes

### Hasta la separación
- Lena Katina – Voz (1999-2009, 2013-2014, 2022-2025)
- Yulia Volkova – Voz (1999-2009, 2013-2014, 2022-2025)
- Troy MacCubbin – Guitarra (2000-2009)
- Sven Martin – Teclado, programación (2000-2009)
- Domen Vajevec – Bajo (2001-2009)
- Steve Wilson – Batería (2006-2009)

### Exintegrantes
- Roman Ratej – Batería (2001-2006)

## Premios
| Año  | Ceremonia                             | Categoría                                             | Resultado   |
| ---- | ------------------------------------- | ----------------------------------------------------- | ----------- |
| 2001 | MTV Video Music Awards                | Mejor artista femenina                                | Ganadoras   |
| 2001 | Hit FM                                | 100 Pound Hit" for "Ya Soshla S Uma"                  | Ganadoras   |
| 2001 | Bed of the Year Award                 | Sex Dissidents                                        | Ganadoras   |
| 2001 | MTV Europe Music Awards               | Mejor artista ruso "Nas Ne Dagoniat"                  | Nominación  |
| 2002 | IFPI                                  | Platinum Europe Award                                 | Ganadoras   |
| 2002 | Hit FM                                | 100 Pound Hit" for "Nas Ne Dagoniat"                  | Ganadoras   |
| 2002 | Russian Grammy Awards                 | Mejor canción "Nas Ne Dagoniat"                       | Ganadoras   |
| 2002 | Ovaciya Award                         | Mejor canción "Nas Ne Dagoniat"                       | Ganadoras   |
| 2002 | MTV Europe Music Awards               | Mejor artista ruso "All the Things She Said"          | Nominación  |
| 2003 | NRJ Radio Awards                      | Mejor artista nuevo internacional                     | Ganadoras   |
| 2003 | Russian National Dance Music Award    | Mejor grupo dance nacional                            | Ganadoras   |
| 2003 | World Music Awards                    | Mejor grupo pop, mejor dúo, mejor grupo dance         | Ganadoras   |
| 2003 | MUZ-TV Awards                         | Mejor video "Prostiye Dvizhenia"                      | Ganadoras   |
| 2003 | MUZ-TV Awards                         | Mejor grupo pop, mejor álbum, mejor grupo dance       | Nominación  |
| 2003 | MTV Video Music Awards Latinoamérica  | Mejor Artista Nuevo Internacional                     | Nominación  |
| 2003 | Eurovision Song Contest 2003          | 3.er puesto con "Ne Ver', Ne Boysia"                  | 3.er puesto |
| 2003 | Comet Award VIVA                      | Mejor artista nuevo internacional                     | Ganadoras   |
| 2003 | Dvizhenie-2003 Awards                 | Mejor grupo Popular                                   | Ganadoras   |
| 2003 | MTV Europe Music Awards               | Mejor espectáculo ruso "Not Gonna Get Us"             | Nominación  |
| 2003 | Hit FM                                | "100 Pound Hit" for "Ne Ver', Ne Boysia"              | Ganadoras   |
| 2003 | Polish Internet Music Awards          | Mejor banda & Álbum internacional                     | Ganadoras   |
| 2003 | Eska Music Awards                     | Mejor evento del Año                                  | Ganadoras   |
| 2004 | MTV Asia Awards                       | Favorite Breakthrough Artist                          | Ganadoras   |
| 2004 | College Song of the Year (BMI Honors) | Por "All the Things She Said"                         | Ganadoras   |
| 2004 | Japan Gold Disc Award                 | Mejor álbum del año & Artista nuevo.                  | Ganadoras   |
| 2004 | BMI Pop Award (BMI Honors)            | Por "All the Things She Said"                         | Ganadoras   |
| 2006 | NRJ Radio Awards Finland              | Mejor grupo internacional                             | Ganadoras   |
| 2006 | Sound Tape Awards                     | Premio especial artista internacional                 | Ganadoras   |
| 2006 | Russian ZD Award                      | Exceptional Contribution to Russian Showbusiness      | Ganadoras   |
| 2006 | MUZ-TV Awards                         | Mejor grupo, mejor vídeo, mejor canción               | Ganadoras   |
| 2006 | MUZ-TV Awards                         | Álbum del Año Ludi Invalidi                           | Nominación  |
| 2006 | Italian TRL Awards                    | Mejor grupo internacional                             | Ganadoras   |
| 2006 | MTV Russian Music Awards              | Mejor video "All About Us"                            | Ganadoras   |
| 2006 | MTV Russian Music Awards              | Mejor grupo, video, pop project & Artista del Año     | Nominación  |
| 2006 | MTV Europe Music Awards               | Mejor artista ruso "All About Us"                     | Nominación  |
| 2006 | GQ Magazine Russia                    | Mujeres del año                                       | Ganadoras   |
| 2007 | FHM Special Award                     | Top 100 of the sexiest women                          | Ganadoras   |
| 2007 | Popov Radio Awards                    | Contribución Radio, Spreading Russian Music Worldwide | Ganadoras   |
| 2007 | Jabra Music Awards                    | Mejor banda internacional                             | 2.º puesto  |
| 2007 | Lunas del Auditorio                   | Mejor banda en lengua extranjera                      | 2.º puesto  |
| 2008 | MTV Rusia                             | 2.º puesto con Beliy Plaschik                         | 2.º puesto  |
| 2008 | MTV Rusia                             | Nominación Especial Russian Legend                    | Ganadoras   |
| 2008 | MTV Rusia                             | Nominación Mejores 100 Videoclips del año             | Ganadoras   |
| 2009 | MTV Rusia                             | Nominación Mejores 100 Videoclips del año "Snowfalls" | 3.er puesto |
| 2010 | MTV Brasil                            | Nominación Mejor video del año 2002.                  | Ganadoras   |
| 2014 | Billboard                             | Video musical favorito de grupo de chicas.            | Ganadoras   |
| 2014 | Billboard                             | Grupo de chicas más infravalorado.                    | Ganadoras   |
| 2014 | FIFA Copa del Mundo en Brasil         | Eslongan de Rusia "Nas ne dogonyat"                   | Ganadoras   |